# Sogn og Fjordane
Sogn og Fjordaneⓘ là một hạt của Na Uy. Hạt này giáp với Møre og Romsdal, Oppland, Buskerud, và Hordaland. Hạt này có diện tích là km², dân số thời điểm năm là người. Chính quyền hạt đóng ở thành phố Leikanger còn thành phố lớn nhất là Førde..

## Các đô thị
| Đô thị của Sogn og Fjordane | Đô thị của Sogn og Fjordane | Đô thị của Sogn og Fjordane |
| Key | Key |                             |
| --- | --- | --------------------------- |
| 1. Årdal 2. Askvoll 3. Aurland 4. Balestrand 5. Bremanger 6. Eid 7. Fjaler 8. Flora 9. Førde 10. Gaular 11. Gloppen 12. Gulen 13. Hornindal | 1. Høyanger 2. Hyllestad 3. Jølster 4. Lærdal 5. Leikanger 6. Luster 7. Naustdal 8. Selje 9. Sogndal 10. Solund 11. Stryn 12. Vågsøy 13. Vik |                             |